# Phyllomedusa trinitatis
Phyllomedusa trinitatis är en groddjursart som beskrevs av Mertens 1926. Phyllomedusa trinitatis ingår i släktet Phyllomedusa och familjen lövgrodor. IUCN kategoriserar arten globalt som livskraftig. Inga underarter finns listade i Catalogue of Life.